# Yarnbury Castle

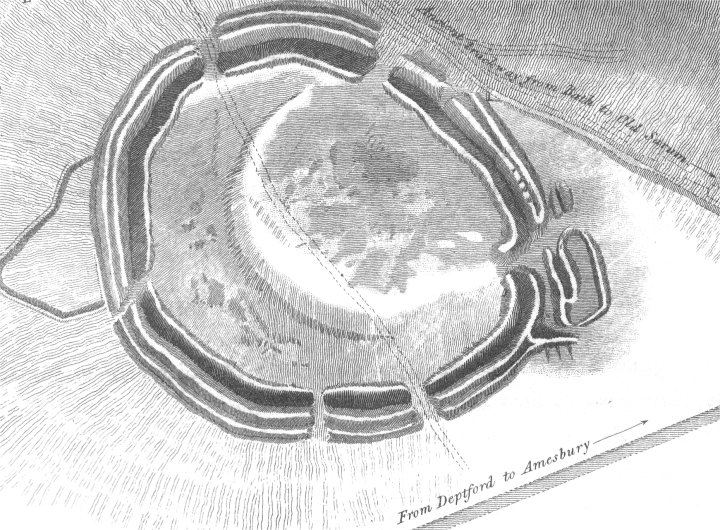
Yarnbury Castle

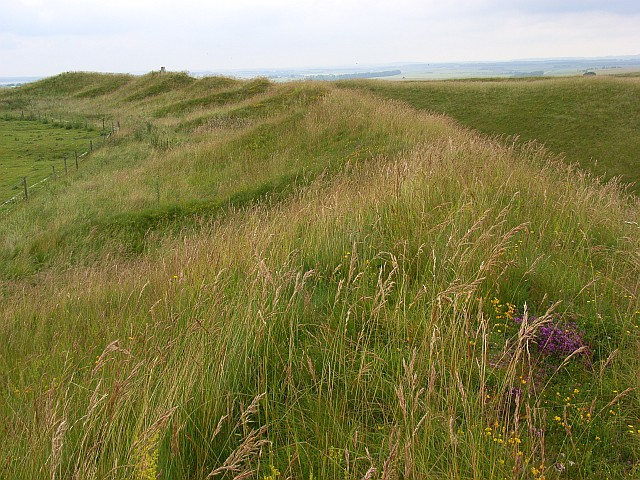
Yarnbury Castle

Yarnbury Castle ist eine mehrphasige, mehrfach umwallte, ovale Höhensiedlung der Eisenzeit nördlich von Steeple Langford in Wiltshire in England. 
Das im Jahre 1991 untersuchte Hillfort umfasst eine Fläche von 11,5 ha. Dabei wurden Funde aus der Eisenzeit, römische Münzen, römisch-britische Keramik von der frühen Eisenzeit bis zur römisch-britischen Zeit, unter anderem Samian Ware von rund 160 n. Chr. und Reste von Bestattungen entdeckt. Es gibt Belege für eine längere und umfangreiche Nutzung des Platzes. Unter anderem gelang der Nachweis von rund 130 Strukturen verschiedener Größe. Die meisten stellen eine Mischung aus Rundhäusern und Gruben dar. Die Grabungen auf Yarnbury Castle sind auch auf biologischem Gebiet von Interesse. 
Yarnbury Castle besteht aus drei Wällen mit äußeren Gräben. Die Wälle sind bis zu 3,5 m hoch und die Gräben bis zu 1,7 m tief. Die Gesamtbreite der Umwallung liegt in der Regel bei etwa 17,0 m. Die Erdwerke sind in der Regel gut erhalten, außer an der nordöstlichen Seite, wo der äußerste Graben aufgrund eines Eingriffs verloren ging. In der Mitte der Umwallung liegt eine ältere, kleinere Einhegung von 5,2 ha mit einem Zugang in der westlichen Seite.
Die wichtigsten Erdwerke werden etwa auf 100 v. Chr. datiert, die frühere, innere Struktur auf etwa 300 v. Chr. Der Hauptzugang zum Burgwall liegt auf der östlichen Seite. Es gibt einen Zugang am nördlichen Ende, der wie der Zugang an der Westseite sowie eine kleine, rechteckige, römisch-britische Einhegung an der Seite der Festung möglicherweise eine spätere Ergänzung darstellt.